# Pueblo Viejo (Magdalena)
Pour les articles homonymes, voir Pueblo Viejo.
Pueblo Viejo est une municipalité située dans le département de Magdalena en Colombie.